# Karačaj (rijeka)
Karačaj (azerski: Qaraçay, ruski: Карачай) je rijeka u Azerbajdžanu. Duga je 93 km. Površina porječja iznosi 417 km2. Izvire na Babadagu na visini od 300 metara. Ulijeva se u Kaspijsko jezero na visini od -28 metara. Prosječni istjek kod mjesta Aljič iznosi 2,35 m3/s. Ima dvije pritoke: lijevu Azarčaj i desnu Aggadukčaj. Prolazi kroz Kusarsku ravnicu.

## Galerija
- Kanjon rijeke Karačaj

## Vanjske poveznice
|  | Zajednički poslužitelj ima još gradiva o temi Karačaj (rijeka) |

- Каньонинг на реке Карачай